# 坎珀當郊野公園
坎珀當郊野公園（英語：Camperdown Country Park），或稱坎珀當公園（Camperdown Park），是一個位於蘇格蘭邓迪的公眾公園。公園前身為一座19世紀大宅坎珀當大屋，1946年由市政府買下並改用為一座公園。園內有野生動物中心及其它康樂設施，是丹地最大的公園，佔地約1.6平方公里，離市中心約5公里，園內有超過190種生物。
坎珀當大屋是蘇格蘭現存最大的希臘復興式建築，現已列入A類登錄建築，而公園亦列入蘇格蘭公園及景觀設計名錄。

## 歷史
坎珀當住宅原稱為伦迪住宅（Lundie），1962年由亞歷山大·邓肯（Alexander Duncan）買下。1797年法国大革命战争期間，亚当·邓肯上將指揮皇家海軍艦隊在坎珀当海战擊敗荷蘭人，他亦因此被封為貴族。
1820年，他的兒子罗伯特（Robert），第二代鄧肯子爵，委任威廉·伯恩設計一座新的希臘復興式建築大宅。原有的伦迪住宅被拆除，新的住宅在1828年建成。罗伯特·邓肯把新住宅命名為坎珀當大屋，以紀念父親在該海戰的勝利，而他父親亦在1831年獲威廉四世冊封為坎珀當伯爵。大屋對外的綠地由伯爵他本人和林務員大衛·泰勒（David Taylor）親自佈置，大衛·泰勒與他的兒子罗伯特在1805至1859年間在大屋外面種值大部份樹木。
第四代坎珀當伯爵在1933年與世長辭後，爵位後繼無人，坎珀當大屋由表妹乔治亚娜（Georgiana）繼承，後者亦於1937年去世。之後這塊土地和大屋被出售，在1946年由丹地集團購下，1949年坎珀當郊野公園正式對外開放。

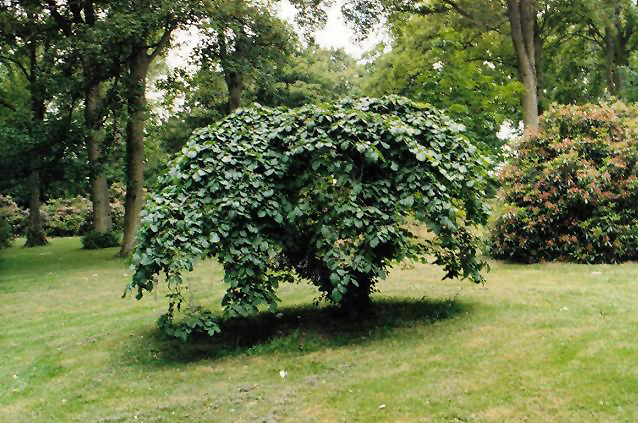
最初的坎珀當榆，攝於1989年

### 坎珀當榆
坎珀當以园艺著名，是坎珀當榆的發現地，一種寬矮，看起來像哭泣形式的榆樹。這種樹由林務員大衛·泰勒發現，他發現一種變種扭曲的欧洲山榆在遍地橫生。他把這變種榆樹嫁接到普通欧洲山榆樹幹上而製成首個坎珀當榆。每個坎珀當榆均是以此形式誕生。

## 設施

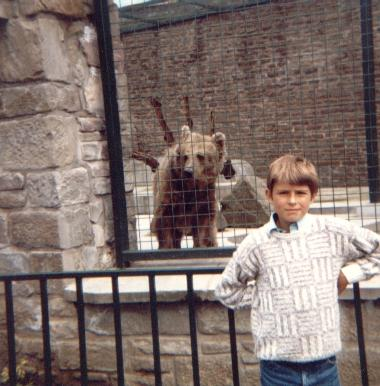
坎珀當野生中心的棕熊

### 野生動物中心
坎珀當野生動物中心育有超過50種共300多隻動物，主要是哺乳動物和鳥類，亦有一些爬蟲類動物。動物中心內亦有英國罕見的松貂。動物中心是英國和愛爾蘭動物園和水族館協會成員，推動高質素動物園保育和照顧。
2003年9月野生動物中心獲得了動園物執照。

### 高爾夫球
坎珀當郊野公園有一個長5,987米的18洞高爾夫球場，在1959年對外開放。在1970年代曾主辦英國警察冠軍賽和蘇格蘭高爾夫球冠軍賽。後來由於丹地市議會的財政緊縮政策，此場地在2020年4月永久關閉。

## 體育
這公園並是公园跑的主辦場地。

## 外部連結
- 官方网站